# Palazzo Carafa della Spina (Nápoly)
A Palazzo della Spina egy 17. századi palota Nápoly történelmi óvárosában, a Spaccanapoli mentén. Magas portálját, a timpanon és erkély között, két szatír szobra díszíti.